# John Falvey
Sir John Neil Falvey, né en Nouvelle-Zélande le 16 janvier 1918 et mort en 1990,,, est un avocat et homme politique fidjien.

## Biographie

### Avocat
Il rejoint la New Zealand Army en 1939 au début de la Seconde Guerre mondiale et est posté en 1940 aux Fidji (alors une colonie britannique) où il est intégré aux forces militaires fidjiennes, qui sont sous commandement néo-zélandais. Posté ensuite un temps aux îles Gilbert et Ellice, il est finalement transféré à l'administration coloniale fidjienne,. À la fin de la guerre, il reprend ses études interrompues par le conflit, et obtient une licence de droit à l'université d'Auckland. Il devient barrister (avocat) aux Fidji en 1949,,.
En 1950 il devient le conseiller juridique du Comité aux affaires autochtones du gouvernement colonial, ce qui l'amène à travailler étroitement avec les principaux grands chefs autochtones, et notamment avec Ratu Kamisese Mara. Il aide ce dernier à fonder en 1964 le parti de l'Alliance et, à l'initiative des chefs, rédige une lettre demandant au gouvernement britannique de garantir la suprématie des intérêts de la population autochtone dans l'administration des Fidji, le maintien de l'autorité politique des chefs et l'évolution de la colonie vers un statut similaire à celui des dépendances de la Couronne,. 

### Carrière politique
Membre élu du Conseil législatif de la colonie à partir de 1953,, le 1er juillet 1964 il est fait membre du Conseil exécutif avec pour responsabilité les communications et les travaux publics. Ceci fait suite à une réforme du système de gouvernement, permettant pour la première fois à trois députés élus au Conseil législatif d'intégrer le Conseil exécutif (qui compte en outre huit membres nommés) et à y exercer de fait des responsabilités ministérielles. Les trois députés ainsi promus sont choisis car ils sont considérés chacun comme le principal représentant de leurs communautés ethniques respectives : Ratu Kamisese Mara pour les autochtones, A.D. Patel pour les Indo-Fidjiens, et John Falvey pour les Euro-Fidjiens,.
En juillet 1965 les trois hommes (Mara, Patel et Falvey) se rendent à Londres pour représenter la colonie à des discussions avec le gouvernement britannique quant à l'avenir politique des Fidji. Le gouvernement britannique de Harold Wilson souhaite engager une transition de la colonie vers l'indépendance, mais, bien qu'A.D. Patel y soit favorable, Ratu Mara et John Falvey se prononcent fermement contre l'indépendance, au nom de leurs communautés respectives. Réélu député aux élections de 1966 sous l'étiquette du jeune parti de l'Alliance, John Falvey est fait membre sans portefeuille du Conseil exécutif, désormais dirigé par Ratu Mara qui obtient le titre de responsable des affaires du gouvernement, nouvelle étape dans l'autonomie accrue que le Royaume-Uni introduit aux Fidji. Au 1er septembre 1967, le Royaume-Uni accorde à la colonie le plein droit à un gouvernement responsable. Le Conseil exécutif devient le Conseil des ministres, et John Falvey est ministre sans portefeuille dans le gouvernement du Ministre-en-chef Ratu Mara.
Les Fidji deviennent un État indépendant en octobre 1970, et Ratu Mara nomme John Falvey au poste de Procureur-général. John Falvey ne se présente pas aux élections législatives de 1972, les premières après l'indépendance, mais le Premier ministre Ratu Mara le nomme membre du Sénat, la chambre haute du nouveau Parlement, pour pouvoir le garder dans son gouvernement. Il conserve le poste de Procureur-général jusqu'en août 1977, et est conjointement le responsable des affaires du gouvernement (leader of government business) au Sénat de 1972 jusqu'à sa retraite politique en 1979,. En 1976 il est fait chevalier commandeur de l'ordre de l'Empire britannique.
Après le coup d'État militaire de 1987, le gouverneur général Ratu Sir Penaia Ganilau le nomme président d'un comité de révision constitutionnelle devant amender la Constitution pour y inscrire la garantie des intérêts politiques de la population autochtone et ainsi satisfaire les auteurs du coup d'État. Le comité comprend des membres du gouvernement de coalition de gauche renversé par les militaires (Jai Ram Reddy, Tupeni Baba, Ratu Mosese Tuisawau et Krishna Datt) ainsi que des représentants du parti de l'Alliance (Tomasi Vakatora, Filipe Bole, Apisai Tora et David Pickering), des représentants du Grand Conseil des chefs, des avocats, et le colonel Sitiveni Rabuka, le meneur du coup d'État. Le comité n'aboutit à rien, le gouverneur général entame la mise en place d'un gouvernement d'unité nationale, et Sitiveni Rabuka interrompt ce processus en menant un second coup d'État cette même année, instituant une dictature.